# أنطونيو رانغيل
أنطونيو رانغيل (بالإسبانية: Antonio Jiménez Rangel)‏ هو لاعب كرة قدم إسباني في مركز الدفاع، ولد في 18 يناير 1986 في لا خينيتا في إسبانيا. لعب مع نادي ألباسيتي ب ونادي ألباسيتي ونادي غوادالاخارا ونادي كونكينسي.

## وصلات خارجية
- أنطونيو رانغيل على موقع قاعدة بيانات كرة القدم.إي يو (الإنجليزية)
- أنطونيو رانغيل على موقع Soccerway.com (الإنجليزية)